# Tubarama
Tubarama is een geslacht van rechtvleugeligen uit de familie Mogoplistidae. De wetenschappelijke naam van dit geslacht is voor het eerst geldig gepubliceerd in 1985 door Yamasaki.

## Soorten
Het geslacht Tubarama  is monotypisch en omvat slechts de volgende soort:
- Tubarama iriomotejimana (Yamasaki, 1985)